# Mount Ormay
Mount Ormay ist ein 1526 m hoher Berg mit zahlreichen Graten im ostantarktischen Mac-Robertson-Land. Er ragt 1,5 km südlich des Mount Butterworth in der Aramis Range der Prince Charles Mountains auf. 
Luftaufnahmen der Australian National Antarctic Research Expeditions aus den Jahren 1956 und 1960 dienten seiner Kartierung. Das Antarctic Names Committee of Australia benannte ihn nach dem aus Ungarn stammenden Peter Ivan Ormay (* 1938), Klempner auf der Wilkes-Station im Jahr 1963.